# Hans Massaquoi
Hans-Jürgen Massaquoi (Hamburg, Alemanya, 19 de gener de 1926 - Jacksonville, Florida, 19 de gener de 2013) fou un periodista i escriptor germano-americà. Nasqué a Hamburg, Alemanya (República de Weimar), fill de mare alemanya i de pare liberià d'ètnia vai, net de Momulu Massaquoi, cònsol general de Libèria a Alemanya en aquell moment.

## Joventut a Alemanya
En la seva autobiografia Destined to Witness (traduïda de l'anglès al castellà com a Testigo de raza. Un negro en la Alemania nazi), Massaquoi descriu la seva infància i joventut a Hamburg durant l'ascens del nazisme al poder. La seva biografia ofereix una perspectiva única, en ser un dels pocs mulats nascuts a l'Alemanya nazi que no fugí però que no va ser perseguit pels nazis. La dicotomia entre la seva acceptació i el rebuig de la situació que visqué constitueix el principal tema clau al llarg de la seva vida.
Massaquoi visqué una infància senzilla i feliç amb la seva mare, Bertha Baetz. El seu pare, Al-Haj Massaquoi estudiava dret a Dublín i només anava de tant en tant a la casa de la seva família, al consolat liberià d'Hamburg. Finalment, davant la situació política del país, el cònsol general fou reclamat a Libèria. Hans i la seva mare es quedaren a Alemanya. Deixaren de viure a la vil·la del consolat i anaren a viure a Barmbek-Süd, un barri obrer del bezirk d'Hamburg-Nord. Aquí aprengué també baix alemany (Platt) i Missingsch (un altre dialecte baix alemany). Les seves experiències d'infància i joventut a Hamburg les descriu en la seva autobiografia Destined to Witness, que fou la base de la pel·lícula Neger, Neger, Schornsteinfeger (2006) («Negre, negre, escura-xemeneies») de Jörg Grünler.
La vida quotidiana del jove Massaquoi fou remarcable. Esdevingué un dels pocs nens mulats de l'Alemanya Nazi, i com la majoria d'altres nens de la seva edat, somiava d'afiliar-se a les Joventuts Hitlerianes. Hi havia un concurs escolar per veure si una classe podria obtenir una pertinença de 100% de la Deutsches Jungvolk (una subdivisió de les Joventuts Hitlerianes per nois, però no noies, de 10 a 14 anys), i el mestre de Massaquoi dibuixà un gràfic a la pissarra que mostrava qui podia havia d'afiliar-s'hi i qui no. Després cada persona emplenà el seu propi gràfic i, en relació amb llurs resultats, sabien si s'hi havien d'afiliar. Massaquoi se sentí exclòs, i es queixà dient: «Però jo sóc alemany… La meva mare diu que sóc alemany com qualsevol altre». A continuació, convencé la seva mare que li permetés afiliar-se a la Jungvolk. Se'n va anar a registrar-se a l'oficina més propera, però hi trobà hostilitat. Així, gradualment descobrí la veritable naturalesa del nazisme.

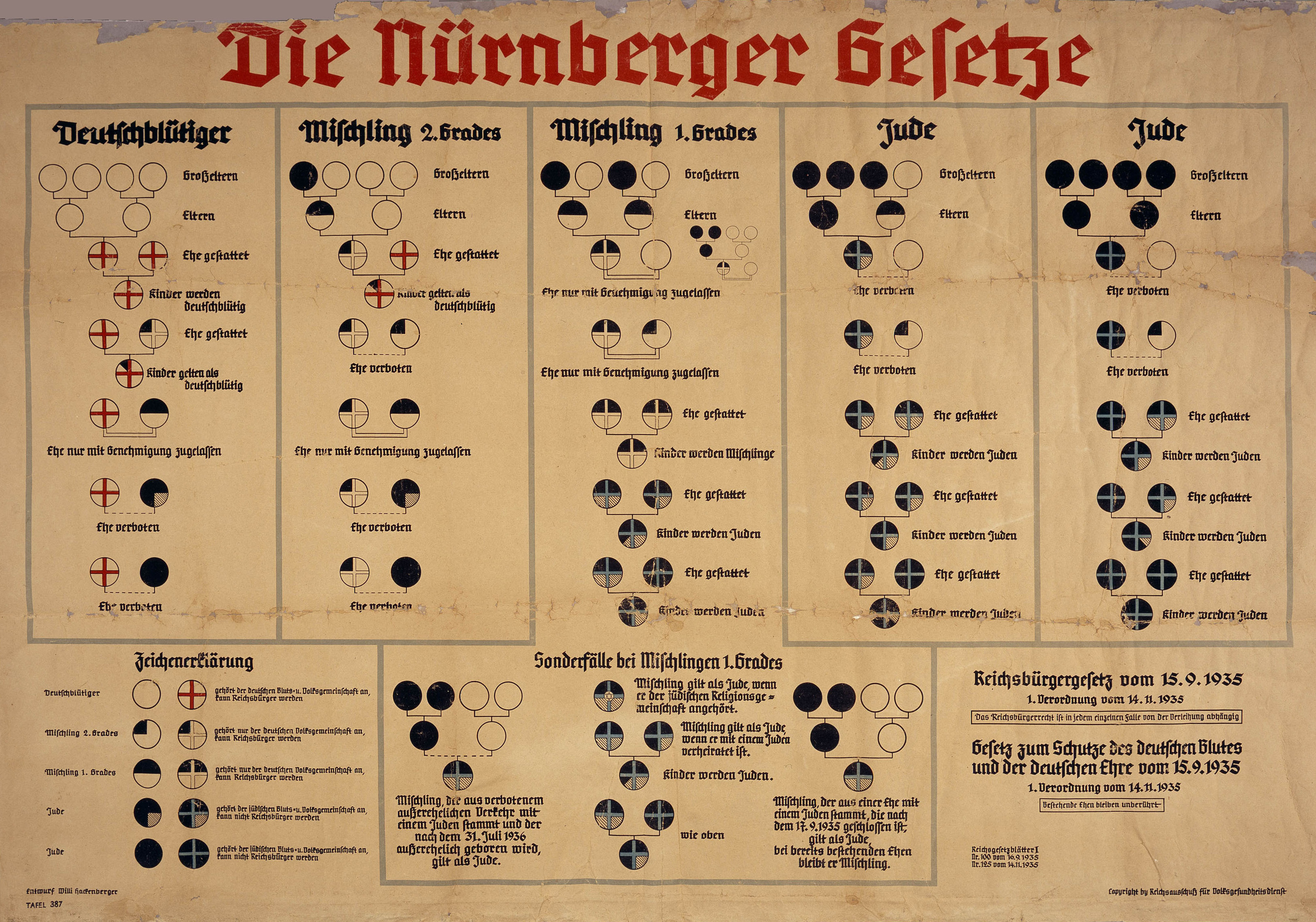
Gràfic de 1935 de l'Alemanya nazi, utilitzat per explicar les lleis de Nuremberg.

Després de ser aprovades les lleis de Nuremberg l'any 1935, Massaquoi fou classificat com un no ari. No li fou possible de seguir una carrera professional i en el seu lloc la seva mare l'animà a embarcar-se en un aprenentatge per tal d'esdevenir un expert en maquinicisme. Uns mesos abans d'acabar de l'escola li calia anar a un centre d'oficis dirigit pel govern, on el seu assessor professional assignat fou el senyor von Vett, un membre de les Schutzstaffel. En veure les «delatores insígnies de la SS de raigs negres dobles al pin de la solapa del seu vestit de civil» Massaquoi esperava humiliació. Al seu lloc, es sorprengué quan fou rebut amb «un gest de complicitat amistós»; li oferí seient i li demanà que presentés alguna cosa que hagués fet. Després que Von Vett li mostrés una destral i de parlar de la seva experiència de treballar per a una botiga de ferrer local, Massaquoi se sorprengué de la informació que li donà, que podia «ser de gran utilitat un dia per Alemanya» perquè hi hauria una gran demanda d'alemanys amb formació tècnica, que aniria a Àfrica per formar i desenvolupar una força de treball africana quan Alemanya recuperés les seves colònies africanes. Abans que Massaquoi sortís de l'entrevista, Von Vett li oferí la seva mà a estrènyer; que fou una altra font de confusió per Massaquoi.
En aquesta època, entre el 1922 i 1937 i, per tant, vivint a Hamburg, descrigué de forma positiva la seva tia paterna «Tante Fatima», Fatima Massaquoi, com vestida exòticament amb roba africana, que orgullosa mantenia els seus hàbits africans i que parlava en Vai, d'on es desprèn el seu respecte i orgull pels seus orígens africans. Fatima Massaquoi-Fahnbulleh fou una educadora pionera a Libèria, que realitzà importants contribucions dins l'àmbit cultural i social del país.
Massaquoi sortí amb una noia blanca, però havien de mantenir la seva relació en secret, sobretot perquè el seu pare era un membre de la policia i de les Schutzstaffel. Aquest tipus de relacions també estaven prohibides i classificades com a Rassenschande (corrupció de la raça) per les lleis racials. Per mantenir la relació en secret, es trobaven només als vespres, quan anaven a sortir a passejar. Una nit mentre deixava la seva nòvia a casa, fou detingut per un membre de la SD, la branca de la intel·ligència de les SS. Fou portat comissaria mentre suposava que era «a la caçera de dones indefenses o a la recerca d'una oportunitat per a robar». Afortunadament per Massaquoi, fou reconegut per un oficial de policia com que vivia i treballava a la zona: «Aquest jove és un aprenent a Lindner AG, on treballa massa intensament per a tenir prou energia per a rondar els carrers a la nit a la recerca de problemes. És el cas que sé això perquè el fill d'un dels meus col·legues és aprenent amb ell». L'oficial de la SD tancà el cas i feu la salutació nazi, i a Massaquoi li permeteren sortir de la comisaria de policia.
Cada vegada més, però, s'adonà de la veritable naturalesa del nazisme. El seu color de pell el feu objectiu d'abusos racistes. No obstant això en contrast amb els jueus i romanís d'Alemanya, Massaquoi –un afro-alemany– no fou activament perseguit. «Només» era un ciutadà de segona classe, la qual cosa en certa manera fou una benedicció disfressada enfront de la persecució que patien moltes minories ètniques al país. Durant la Segona Guerra Mundial la seva «impuresa» el salvà que fos reclutat per l'exèrcit alemany. A mesura que la desocupació, la gana i la pobresa s'estenien pel país, intentà allistar-se, però fou rebutjat abusivament pels oficials.
Durant aquesta època es feu amic de la família de l'escriptor Ralph Giordano, un mig conegut d'ascendència jueva de la seva joventut a la swing kid (en alemany: Swingjugend; un grup d'amants del jazz i del swing a Alemanya en la dècada de 1930), que va sobreviure a la guerra ocultant-se i que acabà dedicant-se també, com ell, al periodisme.

## Emigració
L'any 1947 Hans Massaquoi anà a Monròvia (Libèria), amb el seu pare, Al-Haj Massaquoi, més tard amb la seva tia Fàtima (germana gran de Al-Haj), que ja havia conegut a Hamburg i el seu germanastre, Morris. Després del primer temps, es va mantenir allunyat del seu pare Al-Haj, que havia abandonat la seva mare i considerava un home arrogant i tirànic. La seva família de Libèria estigué implicada en intrigues polítiques, pel què Massaquoi abandonà el país. Hans quedà fascinat i sorprès pel caràcter essèncialment rural del país.
Hans Massaquoi emigrà als Estats Units el 1947. Serví dos anys a l'exèrcit dels EUA com a paracaigudista en la 82a Divisió Aèria, participà en la Guerra de Corea i es convertí en ciutadà naturalitzat dels EUA el 1950. En el seu segon llibre Hänschen klein, ging allein… (del alemany: El petit Hans, caminava sol ...) descriu, entre d'altres, les seves experiències d'excombatent. Amb els beneficis de la llei GI estudià periodisme a la Universitat d'Illinois al campus Urbana-Champaign i després feu carrera professional a la revista Jet; seguida de la revista Ebony, on es convertí en cap de redacció. La seva posició li permeté entrevistar moltes figures històriques de les arts, la política i del moviment afroamericà pels drets civils. Pogué entrevistar entre d'altres Martin Luther King, Malcolm X, Nnamdi Azikiwe, Muhammad Ali (amb el qual era amic), Jimmy Carter i Walter Scheel.
Studs Terkel, autor de Chicago, entrevistà Massaquoi pel seu llibre de l'any 1984, The Good War: An Oral History of World War II (La guerra bona: Una història oral de la Segona Guerra Mundial). A final de 1990, prop de la seva jubilació, Massaquoi decidí explicar la seva pròpia història en una autobiografia: Destined to Witness.
La seva mare, Bertha Baetz, nacuda el 19 de novembre de 1903, filla de Hermann Baetz i Martha Kroebel, anà als Estats Units el 1952 i es casà el 1956, pel que canvià el seu nom pel de Bertha Nikodijevic, morí a Elgin, Kane (Illinois), l'1 de gener de 1986, amb 82 anys.
La compositora i activista per la pau Fasia Jansen era germanastra del pare d'Hans, Al-Haj Massaquo. Era tres anys més jove que Hans i era la filla il·legítima del seu avi Momolu i Elle Jansen, una empleada del consolat alemany. Hans no sabé res sobre l'existència de la seva tia fins que morí el 1997, encara que durant la seva infància havien viscut només a uns pocs metres de distància.
Al llarg del temps visità Alemanya moltes vegades, afirmant que continuava sentint que era el seu país.

## Vida personal
Massaquoi es casà amb Katharine Rousseve Massaquoi, que quedà viuda. Ell tenia dos fills d'un matrimoni anterior, Steve i Hans Jr., que també eren vius el dia de la seva mort.